# Comitatul Komárom
Comitatul Komárom, cunoscut și ca Varmeghia Komárom (în maghiară Komárom vármegye, în germană Komorner Gespanschaft / Komitat Komorn, în latină Comitatus Comaromiensis, în slovacă Komárňanský komitát / Komárňanská stolica / Komárňanská župa), a fost o unitate administrativă a Regatului Ungariei din secolul al XI-lea și până în 1920. În anul 1920, prin Tratatul de la Trianon, teritoriul acestui comitat a fost împărțit între Cehoslovacia și Ungaria. Teritoriul său se află actualmente în sudul Slovaciei (1/2) și în nord-vestul Ungariei (1/2), pe ambele maluri ale fluviului Dunărea. Capitala comitatului a fost orașul Komárom (în maghiară Komárom, în germană Komorn, în slovacă Komárno), care a fost divizat în 1920 în două orașe separate: unul situat în Ungaria și altul în Cehoslovacia.

## Geografie
Comitatul Komárom se învecina la nord cu comitatele Pojon (Pozsony) și Nitra (Nyitra), la vest cu Comitatul Győr, la sud-vest cu Comitatul Veszprém, la sud cu Comitatul Fejér, la sud-est cu Comitatul Pest-Pilis-Solt-Kiskun, la est cu Comitatul Esztergom și la nord-est cu Comitatul Bars (Tekov). Fluviul Dunărea și râurile Váh și Nitra curgeau pe teritoriul comitatului. El acoperea și partea de est a insulei Rye (în slovacă Žitný ostrov, în maghiară Csallóköz), aflate între Dunăre și Dunărea Mică. Suprafața comitatului în 1910 era de 2.834 km², incluzând suprafețele de apă.

## Istorie
Comitatul Komárom a fost fondat în secolul al XI-lea ca unul dintre primele comitate ale Regatului Ungariei. Teritoriul său cuprindea o rază de circa 20 km în jurul orașului Komárom/Komárno. Capitala comitatului a fost castelul Komárom și apoi orașul Komárom (orașul s-a divizat în 1920 în orașele Komárom - din Ungaria - și Komárno - din Cehoslovacia).
La sfârșitul Primului Război Mondial, partea de la nord de Dunăre a comitatului Komárom a devenit parte componentă a noului stat Cehoslovacia, aceste modificări de granițe fiind recunoscute prin Tratatul de la Trianon (1920). Ea a format regiunea Komárno a noului stat slav. Partea aflată la sud de Dunăre a rămas parte a Ungariei și a fost unită cu partea sudică a comitatului Esztergom pentru a forma comitatul Komárom-Esztergom. Orașul Komárom a fost divizat în două orașe separate de Dunăre: unul situat în Ungaria (Komárom) și altul în Cehoslovacia (Komárno).
Ca urmare a prevederilor controversatului Prim Arbitraj de la Viena, partea de nord a fostului comitat a devenit parte a Ungariei în noiembrie 1938, fiind recreat comitatul Komárom, format din teritoriul său antebelic, plus o mare parte a insulei Rye (Žitný ostrov). După cel de-al Doilea Război Mondial, granițele stabilite prin Tratatul de la Trianon au fost restaurate, iar regiunea anexată anterior a revenit iarăși Cehoslovaciei. Numele părții maghiare a comitatului a devenit iarăși Komárom. Județul a fost redenumit Komárom-Esztergom în 1992.
În 1993 statul Cehoslovacia s-a divizat, iar partea nordică a fostului comitat Komárom a devenit parte a Slovaciei. În prezent ea face parte din regiunea Nitra și este identică în mare măsură cu districtul Komárno.

## Demografie
În 1910, populația comitatului era de 179.513 locuitori, dintre care: 
- Maghiari -- 138.758 (86,1%)
- Germani -- 11.205 (7,3%)
- Slovaci -- 8.643 (6,1%)

## Subdiviziuni
La începutul secolului 20, subdiviziunile comitatului Komárom erau următoarele:
| Districte (járás)                            | Districte (járás)            |
| District                                     | Capitală                     |
| -------------------------------------------- | ---------------------------- |
| Csallóköz --- Žitný ostrov                   | Nemesócsa --- Zemianska Olča |
| Gesztes                                      | Nagyigmánd                   |
| Tata                                         | Tata                         |
| Udvard --- Dvory nad Žitavou                 | Ógyalla --- Hurbanovo        |
| Comitate urbane (törvényhatósági jogú város) |                              |
| Komárom --- Komárno                          |                              |

Komárno, Zemianska Olča, Dvory nad Žitavou și Hurbanovo se află în prezent în Slovacia.